# Leroy Brown
Leroy Taylor Brown (ur. 25 stycznia 1902 w Nowym Jorku, zm. 21 kwietnia 1970 w Sharon, w stanie Connecticut) – amerykański lekkoatleta specjalizujący się w skoku wzwyż, uczestnik letnich igrzysk olimpijskich w Paryżu (1924), srebrny medalista olimpijski w skoku wzwyż. 

## Sukcesy sportowe
- trzykrotny medalista mistrzostw Stanów Zjednoczonych w skoku wzwyż – złoty (1923), srebrny (1924) oraz brązowy (1922)[1]
- halowy mistrz Stanów Zjednoczonych w skoku wzwyż (1922)[2]
- dwukrotny mistrz Intercollegiate Association of Amateur Athletes of America w skoku wzwyż (1922, 1923)[3]

| Rok  | Miasto | Zawody               | Konkurencja | Wynik         |
| ---- | ------ | -------------------- | ----------- | ------------- |
| 1924 | Paryż  | Igrzyska olimpijskie | skok wzwyż  | srebrny medal |

## Rekordy życiowe
- skok wzwyż – 1,994 – Nowy Jork 07/06/1924